# Nasi. Podróżując z wrogiem
Nasi. Podróżując z wrogiem (lit. Mūsiškiai) – książka Rūty Vanagaitė i Efraima Zuroffa wydana w styczniu 2016 roku, stanowiąca zapis podróży autorów po miejscach masowych mordów na ludności żydowskiej dokonywanych na Litwie w czasie II wojny światowej. Odniosła duży sukces na litewskim rynku wydawniczym i wywołała gorącą debatę na temat współudziału Litwinów w Zagładzie Żydów.

## Treść i okoliczności powstania
Główną osią utworu jest zapis podróży, którą w 2015 roku Rūta Vanagaitė odbyła wraz z „łowcą nazistów” Efraimem Zuroffem w poszukiwaniu miejsc masakr ludności żydowskiej na Litwie i ostatnich świadków zbrodni. Znaczną część książki zajmuje zapis dialogu, często emocjonalnego, pomiędzy obojgiem autorów.
W książce przytoczono liczne przykłady pogromów, masowych egzekucji i grabieży, których litewscy nacjonaliści i kolaboranci – samodzielnie lub we współpracy z Niemcami – dopuścili się w latach 1941–1944. Odniesiono się również do postawy litewskiego duchowieństwa katolickiego wobec Zagłady Żydów. Książka porusza ponadto kwestię współczesnej pamięci historycznej Litwinów oraz upamiętnienia Holocaustu na Litwie.
Przy pisaniu Naszych Vanagaitė czerpała z informacji zawartych publikacjach naukowych, a ponadto wykorzystała materiały archiwalne, w tym dokumenty z archiwów sowieckiego KGB. Autorka nie ukrywała, że w momencie rozpoczęcia prac nad książką dysponowała znikomą wiedzą na temat Zagłady. Twierdzi, że jedną z przyczyn, które skłoniły ją do napisania Naszych, była wiadomość, iż niektórzy członkowie jej rodziny uczestniczyli w eksterminacji Żydów. Genezę współpracy z Zuroffem, który ze względu na swą bezkompromisową krytykę braku litewskich rozliczeń z Holocaustem jest w ojczyźnie autorki skrajnie niepopularny, opisywała natomiast w następujący sposób:

Atakuje pan Litwę, więc może zróbmy tak: wsiądziemy do mojego samochodu, pojeździmy, popytamy ludzi i zobaczymy, kto ma rację. Bo ja nie wiem

Litewski wydawca nie zdecydował się na umieszczenie nazwiska Zuroffa na okładce książki w obawie, że odstraszy ono potencjalnych czytelników.

## Odbiór na Litwie
Nasi zostali opublikowani przez litewskie wydawnictwo Alma littera w styczniu 2016 roku, początkowo w nakładzie 2 tys. egzemplarzy. Cały nakład został wykupiony w ciągu dwóch dni. Ostatecznie w ciągu kilkunastu miesięcy sprzedano 19 tys. egzemplarzy książki, co wobec niewielkich rozmiarów litewskiego rynku wydawniczego stanowiło niekwestionowany sukces komercyjny.
Publikacja Naszych zapoczątkowała publiczną debatę na temat współudziału Litwinów w Zagładzie Żydów. Głos w jej sprawie zabierali politycy, dziennikarze i liderzy opinii. Reakcje, które publikacja Naszych wywołała na Litwie, są porównywane z szokiem, który wywołała w Polsce publikacja Sąsiadów Jana Tomasza Grossa.
Książka i jej autorzy spotkali się z silną krytyką ze strony części recenzentów i czytelników. Vanagaitė zarzucano chęć autopromocji i dążenie do wywołania skandalu. Padały oskarżenia, iż Nasi wpisują się w antylitewską propagandę putinowskiej Rosji. Wiele emocji wywołał także dobór tytułu, który interpretowano jako oskarżenie całego narodu litewskiego o współudział w Holocauście. Autorce, która z wykształcenia jest teatrologiem, a z zawodu specjalistą od kreowania wizerunku, zarzucano ponadto błędy merytoryczne i warsztatowe, w tym brak krytycyzmu przy doborze i ocenie źródeł. Jej krytycy podkreślali w szczególności, że pominęła rolę okupanta niemieckiego w wymordowaniu litewskich Żydów, pominęła wpływ wcześniejszej okupacji sowieckiej na relacje litewsko-żydowskie, a także bezkrytycznie podeszła do relacji świadków i informacji zawartych w archiwach KGB. Głos w obronie Vanagaitė zabrał natomiast m.in. Tomas Venclova.
Teatr Juozasa Miltinisa w Poniewieżu zapowiedział wystawienie spektaklu na podstawie tekstu dramatopisarza Michała Walczaka, którego fabuła ma być oparta na Naszych i skandalu, który wywołała na Litwie ich publikacja.

## Przekłady
Polski przekład książki ukazał się w 2017 roku nakładem wydawnictwa Czarna Owca.
Przekład angielski ukazał się w 2020 roku nakładem wydawnictwa Rowman & Littlefield.